# Challenger de Troyes
El Internationaux de Tennis de Troyes es un torneo profesional de tenis. Pertenece al ATP Challenger Tour. Se juega desde el año 2022 sobre pistas de tierra batida, en Troyes, Francia.

## Palmarés

### Individuales
| Año  | Campeón              | Finalista       | Resultado        |
| ---- | -------------------- | --------------- | ---------------- |
| 2022 | Juan Bautista Torres | Benjamin Hassan | 7–6(2), 6–2      |
| 2023 | Manuel Guinard       | Calvin Hemery   | 6–4, 6–3         |
| 2024 | Gabriel Debru        | Timofey Skatov  | 6–3, 6–7(1), 7–5 |

### Dobles
| Año  | Campeones                          | Finalistas                                  | Resultado   |
| ---- | ---------------------------------- | ------------------------------------------- | ----------- |
| 2022 | Íñigo Cervantes Oriol Roca Batalla | Thiago Agustín Tirante Juan Bautista Torres | 6–1, 6–2    |
| 2023 | Manuel Guinard Grégoire Jacq       | Álvaro López San Martín Daniel Rincón       | w/o         |
| 2024 | Neil Oberleitner Jakub Paul        | Denis Istomin Evgeny Karlovskiy             | 6–4, 7–6(1) |